# Lee-Roy Newton
Lee-Roy Newton (* 19. Dezember 1978) ist ein südafrikanischer Sprinter.

## Sportliche Erfolge
Gemeinsam mit Morne Nagel, Corné du Plessis und Mathew Quinn belegte er in der 4-mal-100-Meter-Staffel im Finale bei den Weltmeisterschaften 2001 in Edmonton den zweiten Rang hinter dem US-amerikanischen Quartett. Die Südafrikaner verbesserten dabei den Landesrekord auf 38,47 s.
Aufgrund der nachträglichen Disqualifikation des US-Amerikaners Tim Montgomery wegen eines Dopingvergehens wurde der südafrikanischen Staffel 2005 die Goldmedaille zugesprochen.
Bei den Commonwealth Games 2006 in Melbourne gewann Newton mit der südafrikanischen Sprintstaffel eine Silbermedaille.

## Bestzeiten
- 100-Meter-Lauf – 10,27 s (2000)
- 200-Meter-Lauf – 20,75 s (2000)
- 400-Meter-Lauf – 47,89 s (2002)